# Frölunda Torg
A Frölunda Torg (LITERALMENTE Praça de Frölunda) é uma praça e um centro comercial/shopping center localizada em Frölunda, na parte sudoeste de Gotemburgo.
É o segundo maior centro comercial de Gotemburgo, depois de Nordstan. Com uma área total de 60 000 m², e dispondo de 200 lojas e 14 restaurantes e cafés, é visitado anualmente por mais de 10 milhões de pessoas. Frölunda Torg dispõe de um enorme parque de estacionamento com 3 000 lugares gratuitos, e um centro de transporte (Frölunda Resecentrum) acessado por autocarro/ônibus e elétrico/bonde.
Junto ao centro comercial/shopping center está o Hospital Especializado de Frölunda (Frölunda Specialistsjukhus) - com 17 andares -e a Casa da Cultura (Frölunda Kulturhus) - com a biblioteca regional, uma piscina e um cinema.